# Teramnus uncinatus
Teramnus uncinatus là một loài thực vật có hoa trong họ Đậu. Loài này được (L.) Sw. miêu tả khoa học đầu tiên.